# Ceramius bischoffi
Ceramius bischoffi är en stekelart som beskrevs av Richards 1963. Ceramius bischoffi ingår i släktet Ceramius och familjen Masaridae. Inga underarter finns listade.